# Stuart Freeborn
Stuart Freeborn (Londres, 5 de septiembre de 1914 – Londres, 5 de febrero de 2013) fue un maquillador cinematográfico británico, recordado especialmente por su trabajo en la trilogía original de la saga de Star Wars. 

## Carrera artística
Stuart Freeborn inició su carrera como maquillador de cine en 1936 junto a Alexander Korda, asegurando los maquillajes de 
Rembrandt, una película sobre la vida del artista epónimo, destacando luego al diseñar el controvertido maquillaje y cabello de Alec Guinness como Fagin en Oliver Twist.
A Freeborn se le conoce sobre todo por haber creado las máscaras y los disfraces de los australopitecos de la secuencia inicial de la película 2001: A Space Odyssey (1968) y, en la trilogía original de La guerra de las galaxias (1977-1983), la máscara y el disfraz del wookiee Chewbacca así como la marioneta del maestro Yoda, cuyos ojos fueron inspirados, según Freeborn mismo, por los ojos de Albert Einstein. Igualmente, supervisó el diseño del títere original de Jabba el Hutt utilizado en El retorno del jedi así como la creación de los ewoks.
Su esposa Kay le ayudó en varias ocasiones; su hijo Graham también fue un prolífico maquillador antes de su muerte en 1986.

## Vida personal
Su esposa Kay falleció en 2012. Sus tres hijos, Roger, Ray y Graham también murieron antes que él. Freeborn falleció el 5 de febrero de 2013 en Londres a los 98 años, sobreviviéndole sus ocho nietos y varios bisnietos.

## Filmografía selectiva
- El ladrón de Bagdad (1940, aunque a Freeborn no se le menciona en los títulos de crédito[2])
- Oliver Twist (1948, mencionado como «Stuart Freebourne»)
- El puente sobre el río Kwai (1957)
- Dr. Strangelove (1964)
- 2001: A Space Odyssey (1968)
- Alicia en el país de las maravillas (1972)
- La profecía (1976)
- Star Wars
  - Star Wars: Episodio IV - Una nueva esperanza (1977)
  - Star Wars: Episodio V - El Imperio contraataca (1980)
  - Star Wars: Episode VI - Return of the Jedi (1983)
- Superman
  - Superman: The Movie (1978)
  - Superman II (1980)
  - Superman III (1983)
  - Superman IV (1987)